# Sandö sund, Vårdö
Sandö sund är ett sund som skiljer ön Sandö från fasta Vårdö i Vårdö kommun på Åland. Sundet är cirka 1,5 kilometer långt, 80 meter brett och 0,5 meter djupt. Sandö sund förbinder Vikarfjärden i väster med Västra fjärden i öster.
Sundet korsas korsas av en cirka 150 lång vägbank med en broöppning på 5 meter, den byggdes 1969. Lövövägen från fasta Vårdö övergår här till Sandövägen och fortsätter norrut över Sandö mot färjeläget till Simskäla.